# Ellen Meiksins Wood
Ellen Meiksins Wood (12 d'abril de 1942 - 14 de gener de 2016) va ser una historiadora i erudita marxista estatunidenca.

## Biografia
Wood va néixer a Nova York un any després que els seus pares, jueus letons militants del Bund, arribessin a Nova York des d'Europa com a refugiats polítics. Va créixer als Estats Units i Europa.
Wood va estudiar llengües eslaves a la Universitat de Califòrnia, Berkeley el 1962 i posteriorment va ingressar al programa de postgrau en ciències polítiques a la Universitat de Califòrnia, Los Angeles, en el qual va rebre el seu doctorat el 1970. De 1967 a 1996 va impartir classes de ciències polítiques a Glendon College, York University a Toronto (Ontario), Canadà.
Amb Robert Brenner, Ellen Meiksins Wood va articular els fonaments del marxisme polític, una formulació de la teoria marxista que situa la història al centre de la seva anàlisi. Va provocar un allunyament dels estructuralismes i de la teleologia, retornant cap a l'especificitat històrica com a procés impugnat i pràctica viscuda.
Els llibres i articles de Meiksins Wood, de vegades, van ser escrits en col·laboració amb el seu marit, Neal Wood (1922-2003). La seva obra ha estat traduïda a molts idiomes, incloent l'espanyol, portuguès, italià, francès, alemany, romanès, turc, xinès, coreà i japonès. D'aquests llibres, The Retreat from Class va rebre el premi Isaac Deutscher Memorial l'any 1988. Wood va participar en el comitè editorial de la revista britànica New Left Review entre 1984 i 1993. De 1997 a 2000, Wood va ser editora, juntament amb Harry Magdoff i Paul Sweezy, de la revista Monthly Review.
El 1996, va ser incorporada a la Royal Society of Canada, en reconeixement de la seva recreca. Ella i Neal Wood van dividir el seu temps entre Anglaterra i Canadà fins a la seva mort el 2003.
El 2014 es va casar amb Ed Broadbent, antic líder del Nou Partit Democràtic del Canadà, amb qui va viure a Ottawa i Londres durant sis anys, fins a la seva mort a l'edat de 73 anys.

## Obres
- Mind and Politics: An Approach to the Meaning of Liberal and Socialist Individualism. University of California Press, 1972.
- The Retreat from Class: A New 'True' Socialism. Schocken Books, 1986. ISBN 0-8052-7280-1. Verso Classics, gener 1999. Reimpressió amb una nova introducció. ISBN 1-85984-270-4.
- The Pristine Culture of Capitalism. Verso, 1992. ISBN 0-86091-572-7. Traducció al castellà: "La pristina cultura del capitalismo". Traficantes de Sueños, 2018.
- Democracy Against Capitalism: Renewing Historical Materialism. Cambridge University Press, 1995. ISBN 0-521-47682-8. Excerpt available here Traducció al castellà: "Democracia contra capitalismo. La renovación del materialismo histórico. Siglo XXI, 2000. ISBN 978-968-23-2286-0
- Peasant-Citizen and Slave: The Foundations of Athenian Democracy. Verso, febrer 20, 1997. ISBN 0-86091-911-0.
- The Origin of Capitalism. Monthly Review Press, 1999, 120 pàgines ISBN 1-58367-000-9, ISBN 1-58367-007-6. Edició revisada: The Origin of Capitalism: A Longer View. Verso Books, 2002, 213 pàgines ISBN 1-85984-392-1, ISBN 978-1-85984-392-5.
- Empire of Capital, Verso, 2003. ISBN 978-1-85984-502-8; paperback : Verso, 2005. ISBN 1-84467-518-1. Traducció castellana: "El imperio del capital". Viejo Topo, 2004.ISBN 978-84-96356-08-5
- Citizens to Lords: A Social History of Western Political Thought from Antiquity to the Middle Ages. Verso, 2008. ISBN 978-1-84467-243-1.
- Liberty & Property: A Social History of Western Political Thought from Renaissance to Enlightenment. Verso, 2012. ISBN 978-1-84467-752-8.

### Obres en col·laboració amb Neal Wood
- Class Ideology and Ancient Political Theory: Socrates, Plato, and Aristotle in Social Context. Oxford University Press, 1978. ISBN 0195201000
- A Trumpet of Sedition: Political Theory and the Rise of Capitalism, 1509-1688. New York University Press, 1997 and London: Pluto Press, 1997. ISBN 0745311768